# Weatherford (Oklahoma)
Weatherford es una ciudad ubicada en el condado de Custer en el estado estadounidense de Oklahoma. En el año 2010 tenía una población de 10833 habitantes y una densidad poblacional de 648,68 personas por km².

## Geografía
Weatherford se encuentra ubicada en las coordenadas 35°31′58″N 98°42′2″O / 35.53278, -98.70056 (35.532669, -98.700606).

## Demografía
Según la Oficina del Censo en 2000 los ingresos medios por hogar en la localidad eran de $26,908 y los ingresos medios por familia eran $41,401. Los hombres tenían unos ingresos medios de $29,683 frente a los $20,833 para las mujeres. La renta per cápita para la localidad era de $16,046. Alrededor del 21.7% de la población estaban por debajo del umbral de pobreza.